# Turniej pretendentów 2022
Turniej pretendentów 2022 – turniej szachowy organizowany przez Międzynarodową Federację Szachową (FIDE) w celu wyłonienia pretendenta do tytułu Mistrza Świata w szachach klasycznych 2023. Odbył się on między 16 czerwca a 5 lipca 2022 w Madrycie. Zwyciężył go Jan Niepomniaszczij, który jako jeden z pięciu szachistów w historii, wygrał dwa turnieje pretendentów z rzędu. Zagrał o mistrzostwo świata z Dingiem Lirenem, drugim zawodnikiem turnieju, z powodu rezygnacji Magnusa Carlsena z obrony tytułu.

## Zawodnicy
W turnieju pretendentów 2022 bierze udział 8 zawodników.
| Metoda kwalifikacji                                                      | Zawodnik                             | Ranking FIDE (Czerwiec 2022) |
| ------------------------------------------------------------------------ | ------------------------------------ | ---------------------------- |
| Wicemistrz świata w szachach klasycznych 2021                            | Jan Niepomniaszczij                  | 2766                         |
| Zawodnik nominowany przez FIDE                                           | Teymur Rəcəbov                       | 2753                         |
| Zwycięzca i zdobywca drugiego miejsca w Pucharze Świata w szachach 2021  | Jan-Krzysztof Duda (zwycięzca)       | 2750                         |
| Zwycięzca i zdobywca drugiego miejsca w Pucharze Świata w szachach 2021  | Siergiej Kariakin (drugie miejsce)   | 2747                         |
| Zwycięzca i zdobywca drugiego miejsca w FIDE Grand Swiss Tournament 2021 | Alireza Firuzdża (zwycięzca)         | 2793                         |
| Zwycięzca i zdobywca drugiego miejsca w FIDE Grand Swiss Tournament 2021 | Fabiano Caruana (drugie miejsce)     | 2783                         |
| Zwycięzca i zdobywca drugiego miejsca w FIDE Grand Prix 2022             | Hikaru Nakamura (zwycięzca)          | 2760                         |
| Zwycięzca i zdobywca drugiego miejsca w FIDE Grand Prix 2022             | Richárd Rapport (drugie miejsce)     | 2764                         |
| Zawodnik z najwyższym rankingiem w maju 2022                             | Ding Liren (zastępstwo za Kariakina) | 2806                         |

## Format
Turniej pretendentów 2022 był rozgrywany systemem dwukołowym na dystansie 14 partii. Początkowo zwycięzca turnieju miał rozegrać mecz o mistrzostwo świata w szachach klasycznych z Magnusem Carlsenem w 2023. 20 lipca 2022 Carlsen ogłosił, że rezygnuje z obrony tytułu. W tym wypadku w meczu o mistrzostwo świata zmierzy się dwóch najlepszych zawodników z turnieju pretendentów.
Turniej rozgrywany był w tempie 120 minut dla zawodnika na wykonanie pierwszych 40 posunięć w partii, następnie z dodatkowymi 60 minutami na kolejne 20 ruchów, a później jeszcze z dalszymi 15 minutami na dokończenie partii. Dodatkowo zawodnicy od 61. ruchu otrzymywali po 30 sekund za każdy ruch. Zawodnicy nie mogli oferować remisów przed 40. ruchem.

### Dogrywki
W przypadku remisu na pierwszym miejscu po czternastu rundach następowała dogrywka w następującym formacie:
- Jeśli dwójka zawodników remisowałaby na pierwszym miejscu, to przewidziane były dwie dodatkowe partie szachów szybkich, z tempem 15 minut na partię oraz bonus w postaci 10 sekund po każdym wykonanym ruchu. Jeśli od trzech do sześciu zawodników, to przewidywany był turniej systemem kołowym, z tym samym tempem czasowym, a jeśli remis byłby pomiędzy siedmioma i ośmioma zawodnikami, to także zagraliby turniej systemem kołowym, tylko z tempem 10 minut na partię oraz bonusem w postaci 5 sekund po każdym wykonanym ruchu.
- Jeśli dwójka graczy nadal remisowałaby po partiach szachów szybkich, to grałaby dwie dodatkowe partie w szachach błyskawicznych w tempie 3 minuty na partię i 2 sekundami bonifikaty za posunięcie, a jeśli remisowałoby więcej niż dwóch zawodników, to graliby turniej systemem kołowym, z tym samym tempem czasowym.
- Jeśli jacyś szachiści nadal remisowaliby po partiach w szachach błyskawicznych, to graliby turniej pucharowy tym samym tempem, co w dogrywkach szachów błyskawicznych. W każdym meczu, pierwszy gracz, który wygrałby partię, wygrywał cały mecz.

W przypadku, jeśli dwóch lub więcej graczy miało taką samą ilość punktów na innych miejscach niż pierwsze, ich miejsca ustalane były przez punktację pomocniczą składającą się z systemu Sonnenborna-Bergera, ilości wygranych partii i rezultatów partii między graczami z tą samą ilością punktów.

### Nagrody finansowe
Pula nagród turnieju pretendentów 2022 wynosiła 500 000 euro. Zwycięzca turnieju otrzymał 48 000€, zdobywca drugiego miejsca 36 000€, a zdobywca trzeciego miejsca 24 000€. Za każde zdobyte pół punktu zawodnicy otrzymywali dodatkowo 3 500€.

### Harmonogram[2]
Gracze reprezentujący te same państwa rozgrywali między sobą partie w rundzie 1. i 8.
| Data            | Dzień tygodnia | Wydarzenie                      |
| --------------- | -------------- | ------------------------------- |
| 16 czerwca 2022 | Czwartek       | Ceremonia otwarcia              |
| 17 czerwca 2022 | Piątek         | Runda 1                         |
| 18 czerwca 2022 | Sobota         | Runda 2                         |
| 19 czerwca 2022 | Niedziela      | Runda 3                         |
| 20 czerwca 2022 | Poniedziałek   | Przerwa                         |
| 21 czerwca 2022 | Wtorek         | Runda 4                         |
| 22 czerwca 2022 | Środa          | Runda 5                         |
| 23 czerwca 2022 | Czwartek       | Runda 6                         |
| 24 czerwca 2022 | Piątek         | Przerwa                         |
| 25 czerwca 2022 | Sobota         | Runda 7                         |
| 26 czerwca 2022 | Niedziela      | Runda 8                         |
| 27 czerwca 2022 | Poniedziałek   | Runda 9                         |
| 28 czerwca 2022 | Wtorek         | Przerwa                         |
| 29 czerwca 2022 | Środa          | Runda 10                        |
| 30 czerwca 2022 | Czwartek       | Runda 11                        |
| 1 lipca 2022    | Piątek         | Runda 12                        |
| 2 lipca 2022    | Sobota         | Przerwa                         |
| 3 lipca 2022    | Niedziela      | Runda 13                        |
| 4 lipca 2022    | Poniedziałek   | Runda 14                        |
| 5 lipca 2022    | Wtorek         | Dogrywki i ceremonia zamknięcia |

## Wyniki

### Klasyfikacja
| Pozycja | Zawodnik            | Pkt      | SB    | W | Kwalifikacja           |   | JN | JN | DL | DL | TR | TR | HN | HN | FC | FC | AF | AF | JKD | JKD | RR | RR |
| ------- | ------------------- | -------- | ----- | - | ---------------------- | - | -- | -- | -- | -- | -- | -- | -- | -- | -- | -- | -- | -- | --- | --- | -- | -- |
| 1       | Jan Niepomniaszczij | 9.5 / 14 | 62    | 5 | Awans do meczu o tytuł |   |    |    | ½  | 1  | ½  | ½  | ½  | ½  | ½  | ½  | 1  | 1  | 1   | ½   | ½  | 1  |
| 2       | Ding Liren          | 8 / 14   | 52    | 4 | Awans do meczu o tytuł |   | 0  | ½  |    |    | 0  | ½  | 1  | ½  | ½  | 1  | ½  | ½  | 1   | ½   | ½  | 1  |
| 3       | Teymur Rəcəbov      | 7.5 / 14 | 52    | 3 |                        |   | ½  | ½  | ½  | 1  |    |    | 1  | 0  | ½  | 0  | ½  | ½  | ½   | ½   | ½  | 1  |
| 4       | Hikaru Nakamura     | 7.5 / 14 | 50.25 | 4 |                        | ½ | ½  | ½  | 0  | 1  | 0  |    |    | 1  | 0  | 1  | ½  | 1  | ½   | ½   | ½  |    |
| 5       | Fabiano Caruana     | 6.5 / 14 | 46.5  | 3 |                        | ½ | ½  | 0  | ½  | 1  | ½  | 1  | 0  |    |    | 0  | 1  | ½  | 0   | ½   | ½  |    |
| 6       | Alireza Firuzdża    | 6 / 14   | 39.5  | 2 |                        | 0 | 0  | ½  | ½  | ½  | ½  | ½  | 0  | 0  | 1  |    |    | ½  | ½   | 1   | ½  |    |
| 7       | Jan-Krzysztof Duda  | 5.5 / 14 | 38.5  | 1 |                        | ½ | 0  | ½  | 0  | ½  | ½  | ½  | 0  | 1  | ½  | ½  | ½  |    |     | ½   | 0  |    |
| 8       | Richárd Rapport     | 5.5 / 14 | 37.75 | 1 |                        | 0 | ½  | 0  | ½  | 0  | ½  | ½  | ½  | ½  | ½  | ½  | 0  | 1  | ½   |     |    |    |

### Wyniki partii
| Runda 1 – 17 czerwca 2022 | Runda 1 – 17 czerwca 2022 | Runda 1 – 17 czerwca 2022 |
| ------------------------- | ------------------------- | ------------------------- |
| Jan-Krzysztof Duda        | Richárd Rapport           | ½–½                       |
| Ding Liren                | Jan Niepomniaszczij       | 0–1                       |
| Fabiano Caruana           | Hikaru Nakamura           | 1–0                       |
| Teymur Rəcəbov            | Alireza Firuzdża          | ½–½                       |
| Runda 2 – 18 czerwca 2022 |                           |                           |
| Richárd Rapport           | Alireza Firuzdża          | ½–½                       |
| Hikaru Nakamura           | Teymur Rəcəbov            | 1–0                       |
| Jan Niepomniaszczij       | Fabiano Caruana           | ½–½                       |
| Jan-Krzysztof Duda        | Ding Liren                | ½–½                       |
| Runda 3 – 19 czerwca 2022 |                           |                           |
| Ding Liren                | Richárd Rapport           | ½–½                       |
| Fabiano Caruana           | Jan-Krzysztof Duda        | ½–½                       |
| Teymur Rəcəbov            | Jan Niepomniaszczij       | ½–½                       |
| Alireza Firuzdża          | Hikaru Nakamura           | ½–½                       |
| Runda 4 – 21 czerwca 2022 |                           |                           |
| Richárd Rapport           | Hikaru Nakamura           | ½–½                       |
| Jan Niepomniaszczij       | Alireza Firuzdża          | 1–0                       |
| Jan-Krzysztof Duda        | Teymur Rəcəbov            | ½–½                       |
| Ding Liren                | Fabiano Caruana           | ½–½                       |
| Runda 5 – 22 czerwca 2022 |                           |                           |
| Fabiano Caruana           | Richárd Rapport           | ½–½                       |
| Teymur Rəcəbov            | Ding Liren                | ½–½                       |
| Alireza Firuzdża          | Jan-Krzysztof Duda        | ½–½                       |
| Hikaru Nakamura           | Jan Niepomniaszczij       | ½–½                       |
| Runda 6 – 23 czerwca 2022 |                           |                           |
| Teymur Rəcəbov            | Richárd Rapport           | ½–½                       |
| Alireza Firuzdża          | Fabiano Caruana           | 0–1                       |
| Hikaru Nakamura           | Ding Liren                | ½–½                       |
| Jan Niepomniaszczij       | Jan-Krzysztof Duda        | 1–0                       |
| Runda 7 – 25 czerwca 2022 |                           |                           |
| Richárd Rapport           | Jan Niepomniaszczij       | 0–1                       |
| Jan-Krzysztof Duda        | Hikaru Nakamura           | ½–½                       |
| Ding Liren                | Alireza Firuzdża          | ½–½                       |
| Fabiano Caruana           | Teymur Rəcəbov            | 1–0                       |

| Runda 8 – 26 czerwca 2022  | Runda 8 – 26 czerwca 2022 | Runda 8 – 26 czerwca 2022 |
| -------------------------- | ------------------------- | ------------------------- |
| Richárd Rapport            | Jan-Krzysztof Duda        | 1–0                       |
| Jan Niepomniaszczij        | Ding Liren                | ½–½                       |
| Hikaru Nakamura            | Fabiano Caruana           | 1–0                       |
| Alireza Firuzdża           | Teymur Rəcəbov            | ½–½                       |
| Runda 9 – 27 czerwca 2022  |                           |                           |
| Alireza Firuzdża           | Richárd Rapport           | 1–0                       |
| Teymur Rəcəbov             | Hikaru Nakamura           | 1–0                       |
| Fabiano Caruana            | Jan Niepomniaszczij       | ½–½                       |
| Ding Liren                 | Jan-Krzysztof Duda        | 1–0                       |
| Runda 10 – 29 czerwca 2022 |                           |                           |
| Richárd Rapport            | Ding Liren                | 0–1                       |
| Jan-Krzysztof Duda         | Fabiano Caruana           | 1–0                       |
| Jan Niepomniaszczij        | Teymur Rəcəbov            | ½–½                       |
| Hikaru Nakamura            | Alireza Firuzdża          | 1–0                       |
| Runda 11 – 30 czerwca 2022 |                           |                           |
| Hikaru Nakamura            | Richárd Rapport           | ½–½                       |
| Alireza Firuzdża           | Jan Niepomniaszczij       | 0–1                       |
| Teymur Rəcəbov             | Jan-Krzysztof Duda        | ½–½                       |
| Fabiano Caruana            | Ding Liren                | 0–1                       |
| Runda 12 – 1 lipca 2022    |                           |                           |
| Richárd Rapport            | Fabiano Caruana           | ½–½                       |
| Ding Liren                 | Teymur Rəcəbov            | 0–1                       |
| Jan-Krzysztof Duda         | Alireza Firuzdża          | ½–½                       |
| Jan Niepomniaszczij        | Hikaru Nakamura           | ½–½                       |
| Runda 13 – 3 lipca 2022    |                           |                           |
| Jan Niepomniaszczij        | Richárd Rapport           | ½–½                       |
| Hikaru Nakamura            | Jan-Krzysztof Duda        | 1–0                       |
| Alireza Firuzdża           | Ding Liren                | ½–½                       |
| Teymur Rəcəbov             | Fabiano Caruana           | ½–½                       |
| Runda 14 – 4 lipca 2022    |                           |                           |
| Richárd Rapport            | Teymur Rəcəbov            | 0–1                       |
| Fabiano Caruana            | Alireza Firuzdża          | 0–1                       |
| Ding Liren                 | Hikaru Nakamura           | 1–0                       |
| Jan-Krzysztof Duda         | Jan Niepomniaszczij       | ½–½                       |